# 4 de abril
El 4 de abril es el 94.º (nonagésimo cuarto) día del año del calendario gregoriano y el 95.º en los años bisiestos. Quedan 271 días para finalizar el año.

## Acontecimientos
- 503 a. C.: en la península italiana, el cónsul romano Agripa Menenio Lanato celebra un triunfo por una victoria militar sobre los sabinos.
- 190: en China, Dong Zhuo hace que sus tropas evacuen la capital, Luoyang, y la quemen hasta los cimientos.
- 611: en el sur de México, el rey maya Uneh Chan de Calakmul saquea la ciudad-estado rival Palenque.
- 801: en Cataluña, el rey Luis el Piadoso toma la ciudad de Barcelona tras un asedio de varios meses.
- 1268: se concluye un tratado de paz bizantino-veneciano de cinco años entre los enviados venecianos y el emperador Miguel VIII Paleólogo.
- 1423: muere el dux veneciano Tommaso Mocenigo, bajo cuyo gobierno se consiguieron victorias contra el Reino de Hungría y contra el Imperio otomano en la batalla de Galípoli (en 1416).
- 1460: en Basilea (norte de Suiza) el papa Pío II funda la Universidad de Basilea.
- 1507: en Alemania, Martín Lutero es ordenado sacerdote.
- 1520: el rey Carlos I de España suspende las Cortes de Santiago de Compostela, que habían sido convocadas para sufragar los gastos (sobornos, préstamos y viajes) de su elección como emperador del Sacro Imperio Romano Germánico, ante la negatividad de la mayoría de los procuradores castellanos. Dos semanas después, se convocarían las nuevas Cortes de La Coruña, tiempo que fue utilizado para ejercer presiones para aprobar los gastos.
- 1541: en España, san Ignacio de Loyola es elegido primer general de los jesuitas.
- 1566: en España, el rey Felipe II concede a la aldea de Garciaz el título de «Muy Ilustre Villa».
- 1581: en Londres, la reina Isabel I convierte en caballero (sir) a Francis Drake por completar la circunvalación de la Tierra. Fue el primer británico en conseguirlo, 60 años después del español Juan Sebastián Elcano.
- 1588: a orillas del río Paraná, en el noroeste de la actual Argentina (antes parte del Virreinato del Perú) el español Alonso Torres de Vera funda la aldea de Corrientes.
- 1609: en España, el rey Felipe III firma el decreto de expulsión de los moriscos del reino de Valencia.
- 1611: en Dinamarca, el rey Cristián I declara la guerra a Suecia.
- 1660: el rey Carlos II de Inglaterra firma la Declaración de Breda, en la que promete, entre otras cosas, un perdón general a todos los realistas y opositores a la monarquía por los crímenes cometidos durante la guerra civil inglesa y el Interregno.
- 1792: en Santo Domingo (actual capital de la República Dominicana) el Gobierno invasor francés declara la igualdad de derechos para negros, mulatos y blancos.
- 1796: Georges Cuvier pronuncia la primera conferencia paleontológica.
- 1814: en París, el emperador Napoleón Bonaparte abdica (condicionalmente) por primera vez y nombra a su hijo Napoleón II como emperador de los franceses. Dos días más tarde abdicará de forma incondicional.
- 1818: en Washington (Estados Unidos), el Congreso afirma el Segundo Congreso Continental, que adopta la bandera de los Estados Unidos con 13 franjas rojas y blancas y una estrella por cada estado (20 en ese momento).
- 1823: en la provincia de Buenos Aires (Argentina), el brigadier Martín Rodríguez, funda la ciudad de Tandil.
- 1826: el Imperio británico y el Imperio ruso firman un protocolo respecto al «problema griego» y resuelven completar la autonomía de Grecia bajo la soberanía turca.
- 1827: el Imperio británico, el Imperio ruso y el Imperio francés envían un mensaje al sultán de Turquía urgiendo la paz con Grecia.
- 1841: en Washington (Estados Unidos), muere William Henry Harrison de neumonía, convirtiéndose en el primer presidente de los Estados Unidos en morir en el cargo y estableciendo el récord de la administración más breve. El vicepresidente John Tyler le sucede como presidente.
- 1847: en Barcelona (España) se inaugura el Gran Teatro del Liceo.
- 1849: Austria incorpora Hungría a su imperio, lo que daría lugar en 1867 al Imperio austrohúngaro.
- 1854: en Viena (Austria), el emperador Francisco José I de Austria se casa con Sissi.
- 1860: en el Gran Ducado de Finlandia se lee en diferentes puntos la declaración sobre la introducción del marco finlandés como moneda oficial.
- 1865: en el estado de Virginia (Estados Unidos) ―en el marco de la guerra civil estadounidense (1861-1865)― un día después de que las fuerzas de la Unión capturaran Richmond, el presidente estadounidense Abraham Lincoln visita la capital confederada.
- 1866: en la ciudad de San Petersburgo, Alejandro II de Rusia escapa de un intento de asesinato a manos de Dmitri Karakozov.
- 1869: en la ciudad de La Habana, el sanguinario conde de Balmaseda emite un «bando» imponiendo medidas inhumanas contra los campesinos cubanos por su colaboración con los independentistas mambises.
- 1870: Ingresa José Martí al presidio departamental de La Habana, para cumplir una condena de seis años impuesta por el Consejo de Guerra Ordinario, con el número 113 de la brigada primera de blancos.
- 1883: en Madrid (España), comienza la construcción de la Catedral de la Almudena.
- 1887: en el estado de Kansas, la población de Argonia elige a Susanna M. Salter como la primera alcaldesa de Estados Unidos.
- 1892: en Würtemberg (Alemania), la central hidroeléctrica del río Neckar comienza a suministrar electricidad a la ciudad de Heilbronn.
- 1893: en Francia nace la Grande Loge Symbolique Ecossaise "Le Droit Humain".
- 1904: en Bulgaria, dos terremotos de magnitud ~7,1 ―entre los más grandes de Europa― matan a más de 200 personas y causan destrucción.
- 1905: en la India, un terremoto mata a 20 000 personas en las ciudades de Kangra, McLeod Ganj y Dharamsala (475 km al norte de Nueva Delhi).
- 1909: en Brasil se funda el equipo de fútbol profesional Sport Club Internacional
- 1910: en Madrid comienza las obras de la Gran Vía.
- 1912: en Southampton arriba el nuevo transatlántico de la White Star Line, el RMS Titanic, partirá en su viaje inaugural el 10 de abril.
- 1913: en el marco de la primera guerra de los Balcanes, el aviador griego Emmanouil Argyropoulos se convierte en el primer piloto que muere en la Fuerza Aérea Helénica cuando su avión se estrella.
- 1917: en Rusia (Petrogrado) Lenin expone sus Tesis de Abril.
- 1920: en Jerusalén, grupos armados de palestinos, incitados a la violencia por los líderes nacionalistas árabes, atacan durante tres días a la población inmigrante judía (pogromo de Jerusalén). Mueren 12 civiles y son heridos 250. Debido a la tardía respuesta de contención de la autoridad militar británica, los judíos deciden crear su propia fuerza de defensa: la Haganá.
- 1923: se funda la empresa cinematográfica Warner Bros.
- 1925: se funda las Schutzstaffel, organización militar, policial, política, penitenciaria y de seguridad al servicio de Adolf Hitler y del Partido Nacionalsocialista Obrero Alemán en la Alemania nazi, y después por toda la Europa ocupada por los alemanes durante la Segunda Guerra Mundial.
- 1926: tras atravesar el Atlántico sur, regresan triunfantes los tripulantes españoles del hidroavión Plus Ultra.
- 1930: en la Ciudad de Panamá se funda el Partido Comunista de Panamá.
- 1933: frente a la costa de Nueva Jersey (Estados Unidos) el dirigible de la Armada estadounidense USS Akron naufraga debido al mal tiempo.
- 1938: en la provincia de Shandong, a 690 km al sur de Pekín (China) ―en el marco de la segunda guerra sino-japonesa (1937-1945)― continúa la Batalla de Taierzhuang (24 de marzo a 7 de abril de 1938), en que el ejército de la República de China vencerá al ejército del Imperio del Japón. Se trata de la primera gran victoria china de la guerra. Humilló al ejército japonés y destrozó para siempre su reputación como «fuerza invencible».
- 1939: en Irak, Faisal II es coronado rey.
- 1944: en Rumania ―en el marco de la Segunda Guerra Mundial (1939-1945)― fuerzas angloestadounidenses realizan un primer bombardeo sobre la población civil de Bucarest y matan a 3000 hombres, mujeres y niños.
- 1945: en Hungría ―en el marco de la Segunda Guerra Mundial―, las tropas del Ejército Rojo soviético liberan la nación de la ocupación alemana.
- 1945: en Alemania ―en el marco de la Segunda Guerra Mundial―, fuerzas estadounidenses liberan el campo de concentración de Ohrdruf.
- 1945: en la Segunda Guerra Mundial, las tropas estadounidenses capturan Kassel.
- 1946: en Grecia, el juez y arqueólogo griego Panagiotis Pulitsas es nombrado primer ministro en plena guerra civil griega.
- 1947: en Canadá se crea la Organización de Aviación Civil Internacional (OACI).
- 1949: en Washington, doce países firman el Tratado del Atlántico Norte, creando así la OTAN.
- 1954: en Nicaragua, fracasa una rebelión de exmiembros de la Guardia Nacional y civiles contra la dictadura del general Anastasio Somoza García, al quererlo emboscar en la Carretera Sur. El plan fracasó por la traición de uno de los miembros del grupo dando paso a capturas, torturas y asesinatos de los complotados.
- 1958: en Londres, una manifestación de 10 000 personas contra la bomba atómica crea el movimiento pacifista y se exhibe por primera vez el símbolo de la paz.
- 1960: Francia acuerda conceder la independencia a la Federación de Malí (unión de Senegal y Sudán francés).
- 1961: en Cuba se funda la OPJM (Organización de Pioneros José Martí).
- 1962: en Cuba se funda la UJC (Unión de Jóvenes Comunistas).
- 1963: en Buenos Aires (Argentina), el Comando en Jefe del Ejército emite el comunicado n.º 179: «El retorno de Perón es imposible».
- 1963: en Estados Unidos se estrena Bye Bye Birdie, una película de comedia romántica musical dirigida por George Sidney.
- 1964: Los Beatles ocupan las cinco primeras posiciones de la lista pop Billboard Hot 100.
- 1967: en la ciudad de Nueva York, Martin Luther King Jr. pronuncia su discurso Más allá de Vietnam: un tiempo para romper el silencio en la iglesia Riverside.
- 1968: en Memphis (EE. UU.) es asesinado el pastor bautista y antirracista afroestadounidense Martin Luther King, premio nobel en 1964 que luchó contra la segregación racial.
- 1968: desde cabo Cañaveral, la NASA lanza el Apolo 6, sexto vuelo de prueba del programa Apolo.
- 1969: en la clínica San Lucas, de Houston (Texas), el Dr. Denton Cooley realiza el primer implante de un corazón artificial en un hombre de 47 años, quien murió cuatro días después.
- 1972: en la ciudad de Montreal (Canadá), terroristas cubanos bajo las órdenes de la CIA estadounidense perpetran un atentado terrorista contra la Oficina Comercial de Cuba en esa ciudad. Muere Sergio Armando Pérez Castillo, combatiente del MININT (Ministerio del Interior de Cuba).
- 1973: en Nueva York se inaugura el complejo World Trade Center (las Torres Gemelas, que serán bombardeadas el 11 de septiembre de 2001).
- 1973: en el marco de la guerra de Vietnam, un Lockheed C-141 Starlifter, apodado Hanoi Taxi, realiza el último vuelo de la Operación Homecoming.
- 1975: cerca de Saigón (Vietnam del Sur), un Lockheed C-5A Galaxy de la Fuerza Aérea de los Estados Unidos que transportaba huérfanos se estrella poco después del despegue, matando a 172 personas.
- 1975: en la ciudad estadounidense de Albuquerque (estado de Nuevo México), Bill Gates y Paul Allen fundan la empresa de software Microsoft.
- 1976: en Carmona y en Maquela de Zombo (Angola), las fuerzas angolano-cubanas combaten contra los invasores surafricanos.
- 1976: en Camboya, el príncipe Norodom Sihanouk renuncia al reinado de Camboya y es arrestado en su domicilio.
- 1977: en New Hope (estado de Georgia) se estrella el vuelo 242 de Southern Airways, matando a 72 personas.
- 1979: en Pakistán es ejecutado el expresidente y ex primer ministro Zulfikar Ali Bhutto.
- 1980: en La Habana, el Gobierno cubano emite declaración oficial por los hechos de la embajada de Perú.
- 1980: en Madrid, el escritor cubano Alejo Carpentier recibe de manos del rey de España, Juan Carlos I, el Premio Cervantes de Literatura.
- 1981: en Irak ―en el marco de la guerra entre Irán e Irak― la Fuerza Aérea de la República Islámica de Irán organiza un ataque contra la base aérea H-3 y destruye unos 50 aviones iraquíes.
- 1981: en Dublín el grupo Bucks Fizz gana por el Reino Unido la XXVI Edición de Eurovisión con la canción Making your mind up.
- 1983: en Cabo Cañaveral (estado de Florida), despega el vuelo inaugural del transbordador Challenger.
- 1984: el presidente Ronald Reagan pide una prohibición internacional de las armas químicas.
- 1987: El vuelo 032 de Garuda Indonesia se estrella en el aeropuerto de Medan, matando a 23 personas.
- 1988: El gobernador Evan Mecham de Arizona es declarado culpable en su juicio político y destituido de su cargo.
- 1990: Se adopta la bandera actual de Hong Kong para el Hong Kong poscolonial durante la Tercera Sesión del Séptimo Congreso Nacional del Pueblo.
- 1991: El senador John Heinz de Pensilvania y otras seis personas mueren cuando un helicóptero choca con su avión sobre una escuela primaria en Merion, Pensilvania.
- 1991: ¡Cuarenta y una personas son tomadas como rehenes dentro de Good Guys! Tienda de electrónica en Sacramento, California. Tres de los secuestradores y tres rehenes mueren.
- 1994: Tres personas mueren cuando el vuelo 433 de KLM Cityhopper se estrella en el aeropuerto Schiphol de Ámsterdam.
- 1996: El cometa Hyakutake es fotografiado por el Orbitador de Asteroides de EE. UU. Near Earth Asteroid Rendezvous.
- 1997: desde Cabo Cañaveral (estado de Florida) se lanza el transbordador espacial Columbia en la misión STS-83. Sin embargo, la misión se ve interrumpida debido a un problema con la pila de combustible.
- 1997: 21 países del Consejo de Europa suscriben el convenio sobre Derechos Humanos y Biomedicina, que incluye la prohibición de clonar seres humanos.
- 1998: en la ciudad de Lisboa (Portugal) se inaugura el puente Vasco de Gama el puente más largo de Europa.
- 2002: el gobierno de Angola y la organización terrorista de derechas UNITA (Unión Nacional para la Independencia Total de Angola) firman un acuerdo que pone fin a la guerra civil en Angola.
- 2006: los hermanos Faddoul, tres jóvenes venezolanos hijos de un empresario de origen libanés, después de ser secuestrados el 23 de febrero en Caracas junto con su chofer Miguel Rivas, fueron hallados muertos con disparos de escopeta en la cabeza y abandonados en una zona boscosa de San Francisco de Yare.[1] El asesinato de los hermanos causó indignación a nivel nacional y una ola de protestas en Caracas en contra de la inseguridad en Venezuela.[2][3]
- 2006: en Argentina se publica el cuarto álbum de Gustavo Cerati, Ahí vamos, que ganará el Grammy Latino este mismo año.
- 2007: en Argentina, un policía de la provincia del Neuquén dispara por la espalda a quemarropa al maestro, activista sindical y militante socialista Carlos Fuentealba, que fallecerá al día siguiente.
- 2009: Corea del Norte lanza un cohete de largo alcance, lo que genera una serie de reacciones en los países aliados de Estados Unidos.
- 2009: Francia anuncia el regreso a la plena participación de sus fuerzas militares en la OTAN.
- 2010: en las ciudades de Mexicali y Tijuana (noroeste de México) se produce un terremoto de magnitud 7,2 en la escala sismológica de Richter.[4]
- 2011: en Kinshasa (Uganda) el vuelo 834 de Georgian Airways se estrella en el aeropuerto de N'djili, matando a 32 personas.
- 2012: en Argentina, una tormenta severa arrasa con Buenos Aires y sus alrededores, causando grandes pérdidas millonarias y humanas.
- 2013: en Thane (India) se derrumba un edificio. Mueren más de 70 personas.
- 2014: en México, la empresa Mexicana de Aviación se declara en quiebra.
- 2017: Siria lleva a cabo un ataque aéreo contra Khan Shaykhun, matando a 89 civiles.
- 2020: China declara un día nacional de luto por los mártires que murieron en la lucha contra la pandemia de covid-19.
- 2021: en El Cairo abre oficialmente al público el Museo Nacional de la Civilización Egipcia tras la llegada de las momias de los faraones al recinto.
- 2023: Finlandia se convierte en el miembro 31 de la OTAN después de que Turquía acepta su solicitud de membresía.
- 2023: Warner Bros cumple 100 años de su creación.[5]

## Nacimientos

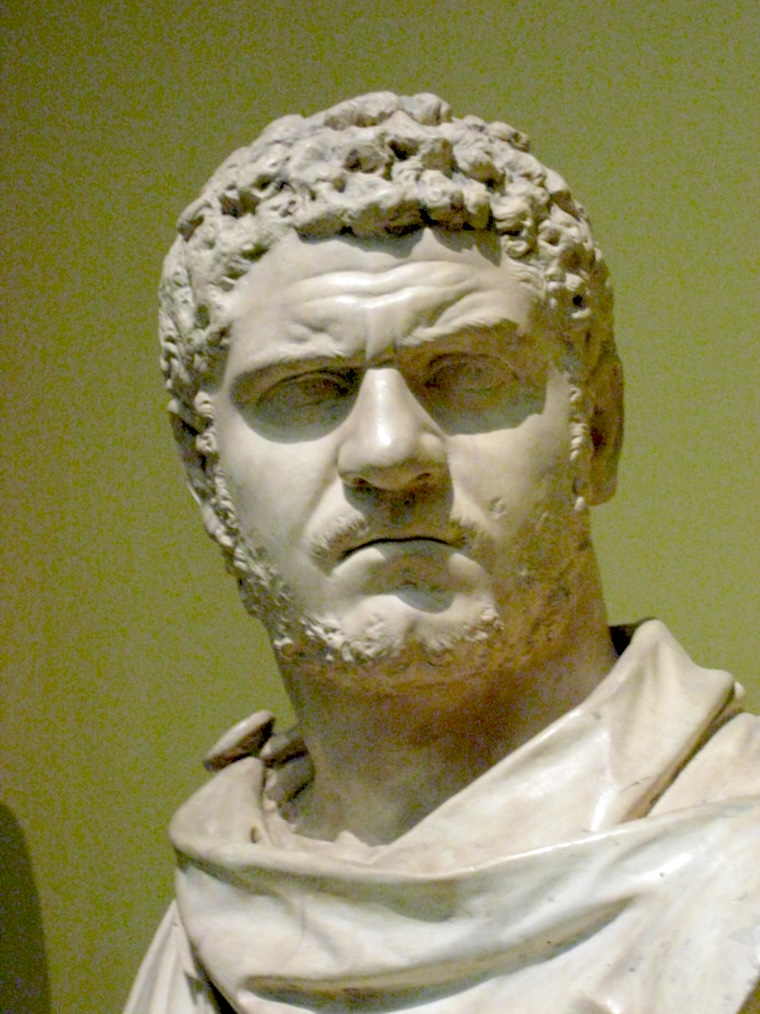
Caracalla.

- 188: Caracalla, emperador romano (f. 217).
- 1508: Hércules II de Este, aristócrata italiano (f. 1559).
- 1588: Padovanino, pintor italiano (f. 1649).
- 1614: Enrique II de Guisa, aristócrata francés (f. 1664).
- 1640: Gaspar Sanz, compositor y guitarrista español (f. 1710).
- 1646: Antoine Galland, arqueólogo francés (f. 1715).
- 1648: Grinling Gibbons, ebanista neerlandés (f. 1721).
- 1661: Luis Armando I de Borbón-Conti, aristócrata italiano (f. 1685).
- 1688: Joseph-Nicolas Delisle, astrónomo y geógrafo francés (f. 1768).
- 1734: Barthélemy Mercier de Saint-Léger, bibliógrafo francés (f. 1799).

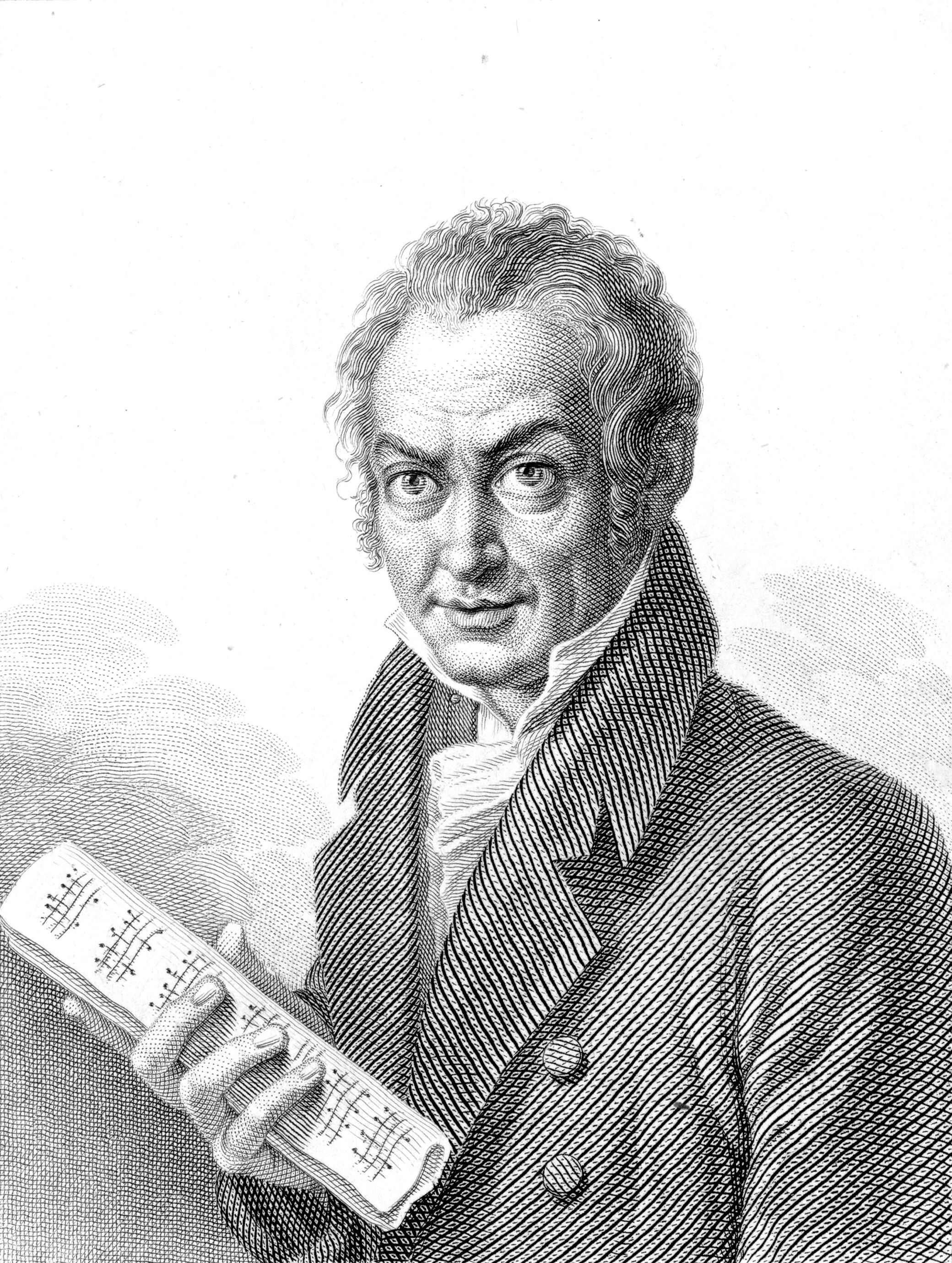
Nicola Antonio Zingarelli.

- 1752: Nicola Antonio Zingarelli, compositor italiano (f. 1837).
- 1758: Pierre Paul Prud'hon, pintor francés (f. 1823).
- 1763: José María Magallón y Armendáriz, aristócrata, cortesano y diplomático español (f. 1845).
- 1772: Najman de Breslav, teólogo ucraniano (f. 1810).
- 1785: Bettina von Arnim, escritora alemana (f. 1859).
- 1792: Thaddeus Stevens, político estadounidense (f. 1868).
- 1794: Sabino Berthelot, naturalista francés (f. 1880).
- 1804: Dorothea Dix, enfermera estadounidense (f. 1887).
- 1805: Prosper Guéranger, sacerdote francés (f. 1875).
- 1818: Thomas Mayne Reid, novelista irlandés (f. 1883).
- 1819: María II, reina portuguesa (f. 1853).
- 1823: Carl Wilhelm Siemens, ingeniero alemán (f. 1883).
- 1826: Zénobe Gramme, ingeniero belga (f. 1901).
- 1829: Inoue Genzaburō, capitán japonés (f. 1868).
- 1834: Elena de Baviera, aristócrata alemana (f. 1890).
- 1835: John Hughlings Jackson, neurólogo británico (f. 1911).
- 1842: François Éduard Anatole Lucas, matemático francés (f. 1891).
- 1843: William Henry Jackson, fotógrafo estadounidense (f. 1942).
- 1846: Conde de Lautreamont (Isidore Ducasse), poeta uruguayo expatriado en Francia (f. 1870).
- 1850: Henry Reeve, militar estadounidense, general de las guerras independentistas cubanas.
- 1852: Elkan Bauer, compositor austríaco (f. 1942).
- 1858: Remy de Gourmont, novelista, periodista y crítico de arte francés (f. 1915).
- 1859: María Luisa de la Riva, pintora española (f. 1926).
- 1862: Léon Marie Dufour, botánico francés (f. 1942).
- 1868: Felipe Calderón y Roca, abogado, político e intelectual filipino de lengua española (f. 1908).
- 1873: Frida Uhl, escritora austríaca (f. 1943).
- 1875: Pierre Monteux, director de orquesta y músico francés (f. 1964).
- 1876: Maurice de Vlaminck, pintor francés (f. 1958).
- 1881: Amalia Guglielminetti, poeta italiana (f. 1941).
- 1882: Kurt von Schleicher, canciller alemán (f. 1934).
- 1884: Santiago Alberione, sacerdote italiano (f. 1971).
- 1884: Isoroku Yamamoto, almirante japonés (f. 1943).
- 1888: Tris Speaker, beisbolista estadounidense (f. 1958).
- 1892: Italo Mus, pintor italiano (f. 1967).
- 1892: Ernesto Pastor, torero puertorriqueño (f. 1921).
- 1892: Karl Wilhelm Reinmuth, astrónomo alemán (f. 1979).
- 1892: Edith Södergran, poeta fino-sueca (f. 1923).
- 1892: Agnes Ayres, actriz estadounidense (f. 1940).
- 1896: Robert Emmet Sherwood, dramaturgo estadounidense (f. 1955).
- 1897: Pierre Fresnay, actor francés (f. 1975).
- 1902: Stanley G. Weinbaum, escritor estadounidense (f. 1935).
- 1902: Manuel Granero, torero español (f. 1922).
- 1905: Eugene Bozza, compositor francés (f. 1991).
- 1906: Bea Benaderet, actriz estadounidense (f. 1968).
- 1908: Ernestine Gilbreth Carey, escritora estadounidense (f. 2006).
- 1908: Antony Tudor, bailarín estadounidense de origen británico (f. 1987).
- 1909: Leone Ginzburg, escritor italiano (f. 1944).
- 1910: Efraín Antonio Ríos, supercentenario colombiano (f. 2024).
- 1911: Max Dupain, fotógrafo australiano (f. 1992).
- 1912: Fermín de la Sierra, ingeniero español (f. 2004).
- 1913: Santiago Antúnez de Mayolo Rynning, político, abogado, historiador profesor e investigador científico peruano (f. 2012).
- 1913: Muddy Waters, músico estadounidense (f. 1983).
- 1914: Marguerite Duras, novelista, dramaturga, guionista de cine y cineasta francesa, nacida en la colonia francesa de Indochina (f. 1996).
- 1915: Louis Archambault, escultor canadiense (f. 2003).
- 1915: Mathias Goeritz, artista mexicano (f. 1990).
- 1916: Ernesto Ayala, empresario y dirigente gremial chileno (f. 2007).
- 1916: Nikola Ljubičić, general yugoslavo (f. 2005).
- 1916: David White, actor estadounidense (f. 1990).
- 1917: Ricardo Obregón Cano, político peronista argentino (f. 2016).
- 1920: Zenobio Dagha Sapaico, compositor y violinista peruano (f. 2008).
- 1920: Éric Rohmer, cineasta francés (f. 2010).
- 1922: Elmer Bernstein, compositor estadounidense (f. 2004).
- 1922: Ismael Sánchez Bella, catedrático emérito español de Historia del Derecho (f. 2018).
- 1923: Peter Vaughan, actor británico (f. 2016).
- 1925: Manuel Barbachano Ponce, cineasta mexicano (f. 1994).
- 1925: Dettmar Cramer, entrenador de fútbol alemán (f. 2015).
- 1928: Maya Angelou, poetisa y actriz estadounidense (f. 2014).
- 1928: Alfredo Chocolate Armenteros, trompetista cubano que falleció en una gira en Nueva York (f. 2016).

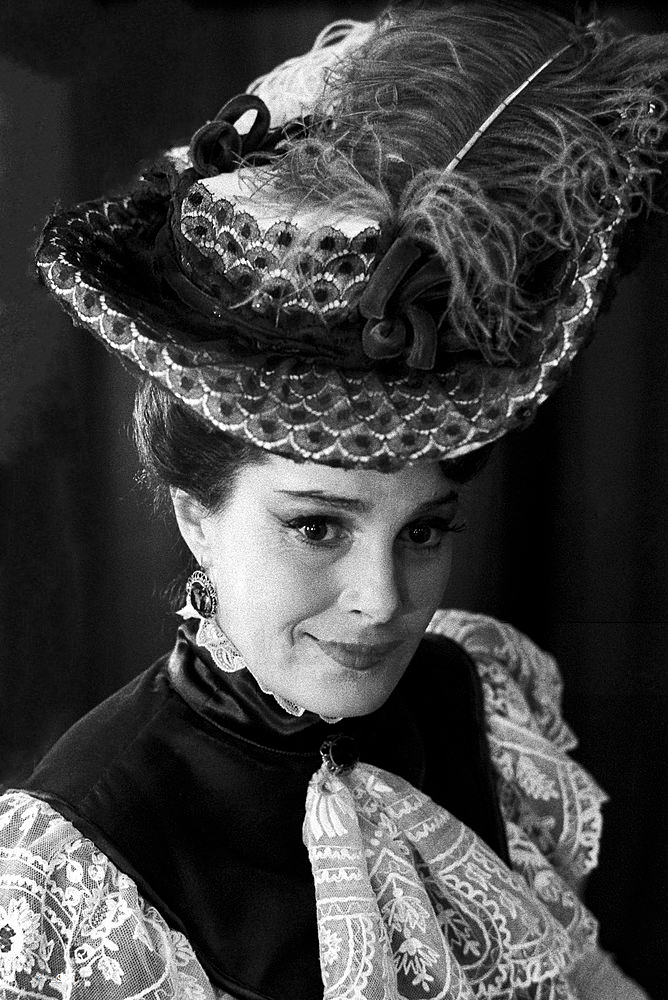
Elina Bystrítskaya

- 1928: Elina Bystrítskaya, actriz soviética (f. 2019).
- 1931: Catherine Tizard, política neozelandesa, gobernadora de Nueva Zelanda entre 1990 y 1996 (f. 2021).
- 1932: Clive Davis, productor musical estadounidense.
- 1932: Richard Lugar, político estadounidense (f. 2019).

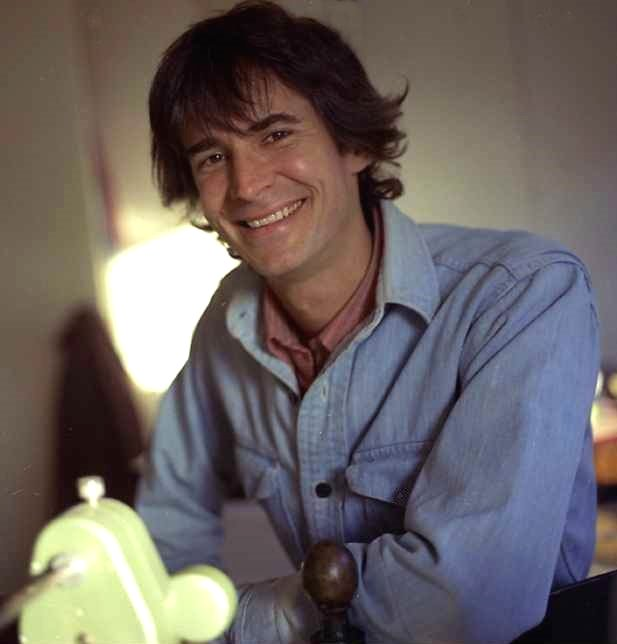
Anthony Perkins.

- 1932: Anthony Perkins, actor estadounidense (f. 1992).
- 1932: Andrei Tarkovsky, cineasta soviético (f. 1986).
- 1933: Waldo Belloso, médico, compositor, director de orquesta, pianista y arreglista argentino (f. 1985).
- 1933: Óscar de la Renta, diseñador de modas y empresario dominicano (f. 2014).
- 1933: Mojtaba Tehrani, marja' (‘gran ayatolá’) e imamí de la religión musulmana chiita (f. 2013).
- 1935: Raúl Guerra Garrido, escritor y farmacéutico español (f. 2022).
- 1935: Gonzalo Torrente Malvido, escritor y guionista español (f. 2011).
- 1935: Kenneth Mars, actor de cine, televisión y doblaje estadounidense. (f. 2011).
- 1939: Hugh Masekela, músico surafricano (f. 2018).
- 1940: Ermindo Onega, futbolista argentino. (f. 1979)
- 1940: Richard Attwood, piloto británico de automovilismo.
- 1942: Jorge Alí Triana, actor, cineasta y guionista colombiano.
- 1943: Judy Buenoano, asesina convicta estadounidense (f. 1998).
- 1944: Craig T. Nelson, actor estadounidense.
- 1945: Daniel Cohn-Bendit, político franco-alemán.
- 1945: Katherine Neville, escritora estadounidense.
- 1945: Jesús Posada, político español.
- 1946: Yacouba Sawadogo, agricultor burkinés, conocido como “el hombre que detuvo el desierto” (f. 2023).
- 1946: György Spiró, escritor húngaro.
- 1947: Salvatore Sciarrino, compositor italiano.
- 1947: Yahara Mikio, karateca japonés.
- 1948: Berry Oakley, bajista estadounidense, de la banda The Allman Brothers Band (f. 1972).
- 1948: Abdullah Öcalan, político kurdo.
- 1948: Dan Simmons, escritor estadounidense.
- 1948: Pick Withers, batería británico, de la banda Dire Straits.
- 1949: Junior Braithwaite, cantante jamaicano, de la banda The Wailers (f. 1999).
- 1949: Shing-Tung Yau, matemático chino-estadounidense.
- 1950: Christine Lahti, actriz estadounidense.
- 1951: John Hannah (fútbol americano), jugador estadounidense de fútbol americano.
- 1951: Jorge Montoya Manrique, militar y político peruano.
- 1951: Hun Sen, político y primer ministro camboyano.
- 1952: Rosemarie Ackermann, atleta alemana.
- 1952: María Mendiola, cantante española, de la banda Baccara (f. 2021).

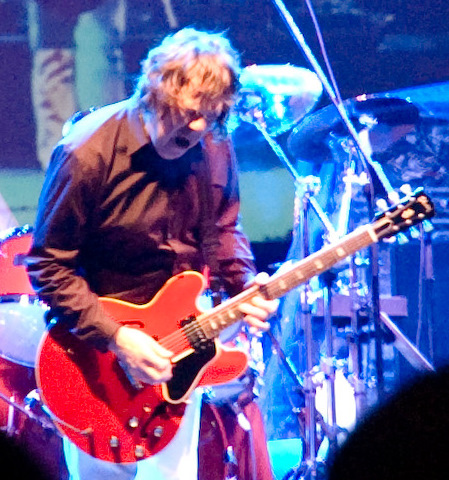
Gary Moore.

- 1952: Gary Moore, músico, compositor y guitarrista británico, de la banda Thin Lizzy (f. 2011).

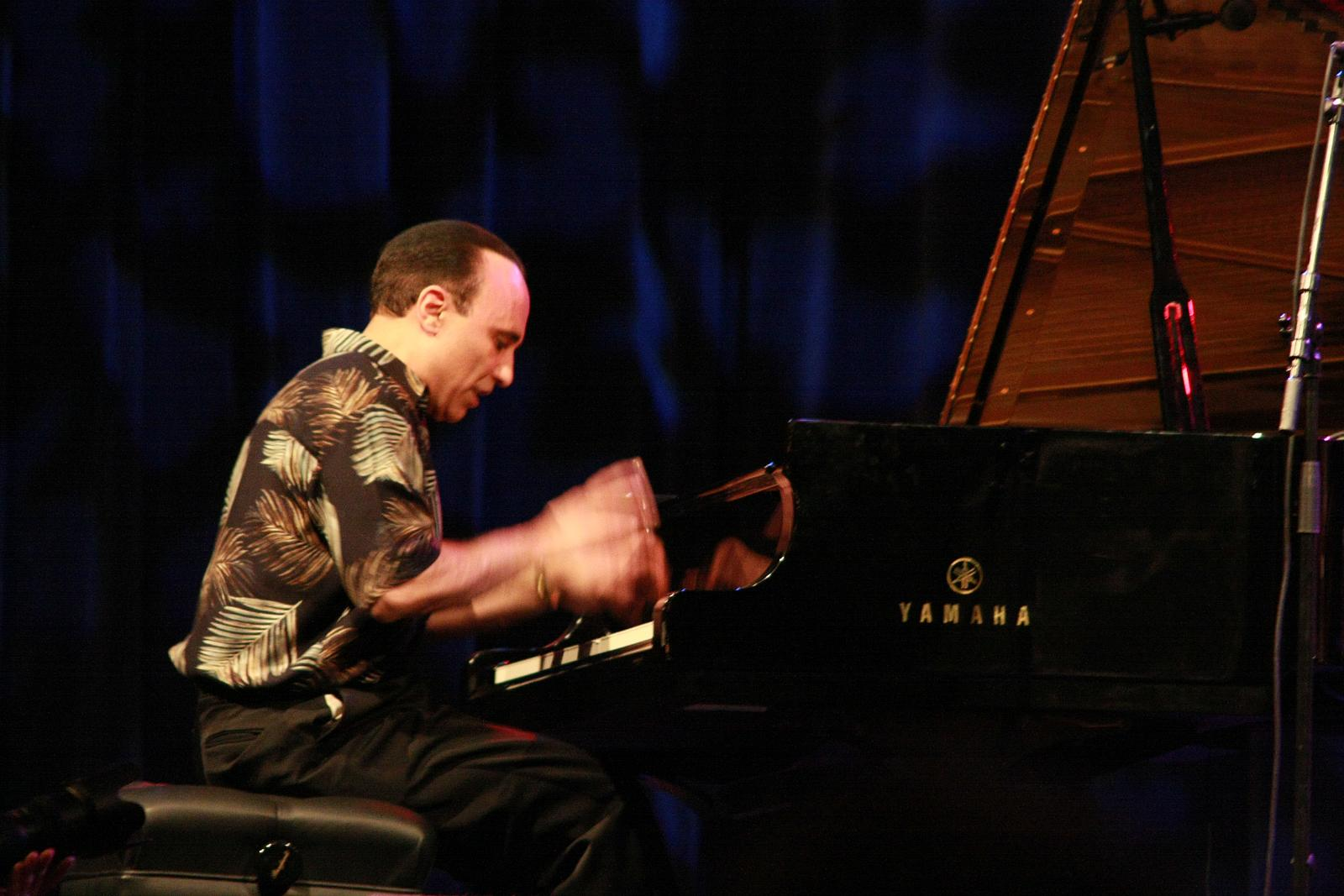
Michel Camilo.

- 1953: Gloria Rolando, directora de cine, investigadora, guionista y productora cubana.
- 1954: Michel Camilo, pianista dominicano.
- 1955: Odón Elorza, político español.
- 1956: David E. Kelley, productor de cine y televisión estadounidense.
- 1957: Joaquín Guzmán Loera, narcotraficante mexicano.
- 1957: Aki Kaurismäki, cineasta finlandés.
- 1958: Cazuza, compositor y cantante brasileño (f. 1990).
- 1958: Christian Danner, piloto alemán de automovilismo.
- 1958: Alberto Cárdenas Jiménez, político mexicano.
- 1960: Yolanda Barcina Angulo, política española.
- 1960: Jane Eaglen, soprano británica.
- 1960: Hugo Weaving, actor australiano de origen nigeriano.
- 1962: Marco Giovannetti, ciclista italiano.
- 1963: Cayetano Martínez de Irujo, aristócrata y jinete español.
- 1963: Graham Norton, actor irlandés.
- 1963: Benny Green, pianista de jazz estadounidense.
- 1964: Branco, futbolista brasileño.
- 1964: David Cross, actor estadounidense.
- 1964: Dr. Chud, batería estadounidense, de la banda Misfits.

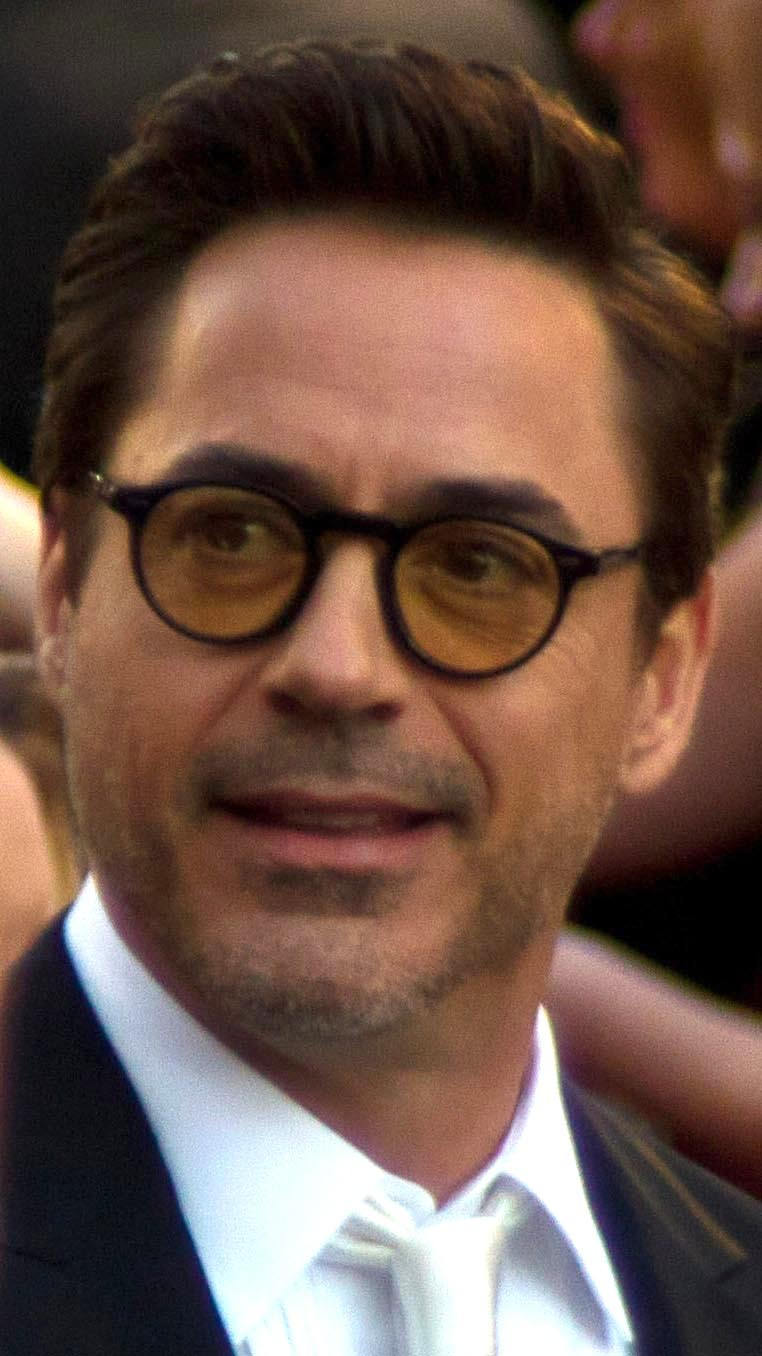
Robert Downey Jr..

- 1965: Robert Downey Jr., actor estadounidense.
- 1965: Sergio Pazos, actor y humorista español.
- 1966: Mike Starr, bajista hawaiano, de la banda Alice in Chains (f. 2011).
- 1968: Jesús Rollán, waterpolista español (f. 2006).
- 1969: Jorge Julio Rocha, boxeador colombiano.
- 1970: Greg Garcia, cineasta y escritor estadounidense.
- 1970: Barry Pepper, actor canadiense.
- 1971: Najib Amhali, actor y artista de cabaret neerlandés.
- 1971: Josh Todd, cantante estadounidense, de la banda Buckcherry.
- 1972: Lisa Ray, actriz canadiense.
- 1972: Jill Scott, cantante estadounidense.
- 1973: David Blaine, ilusionista estadounidense.
- 1973: Loris Capirossi, piloto de motociclismo italiano.
- 1973: Peter Hoekstra, futbolista neerlandés.
- 1975: Scott Rolen, beisbolista estadounidense.
- 1975: Zaturno cantante y MC chileno.
- 1976: Emerson Ferreira da Rosa, futbolista brasileño.
- 1976: James Roday, actor estadounidense.
- 1977: Stephan Bonnar, luchador estadounidense.
- 1977: Adam Dutkiewicz, guitarrista estadounidense, de la banda Killswitch Engage.
- 1978: Alan Mahon, futbolista irlandés.
- 1978: Aska Yang, cantante taiwanés.

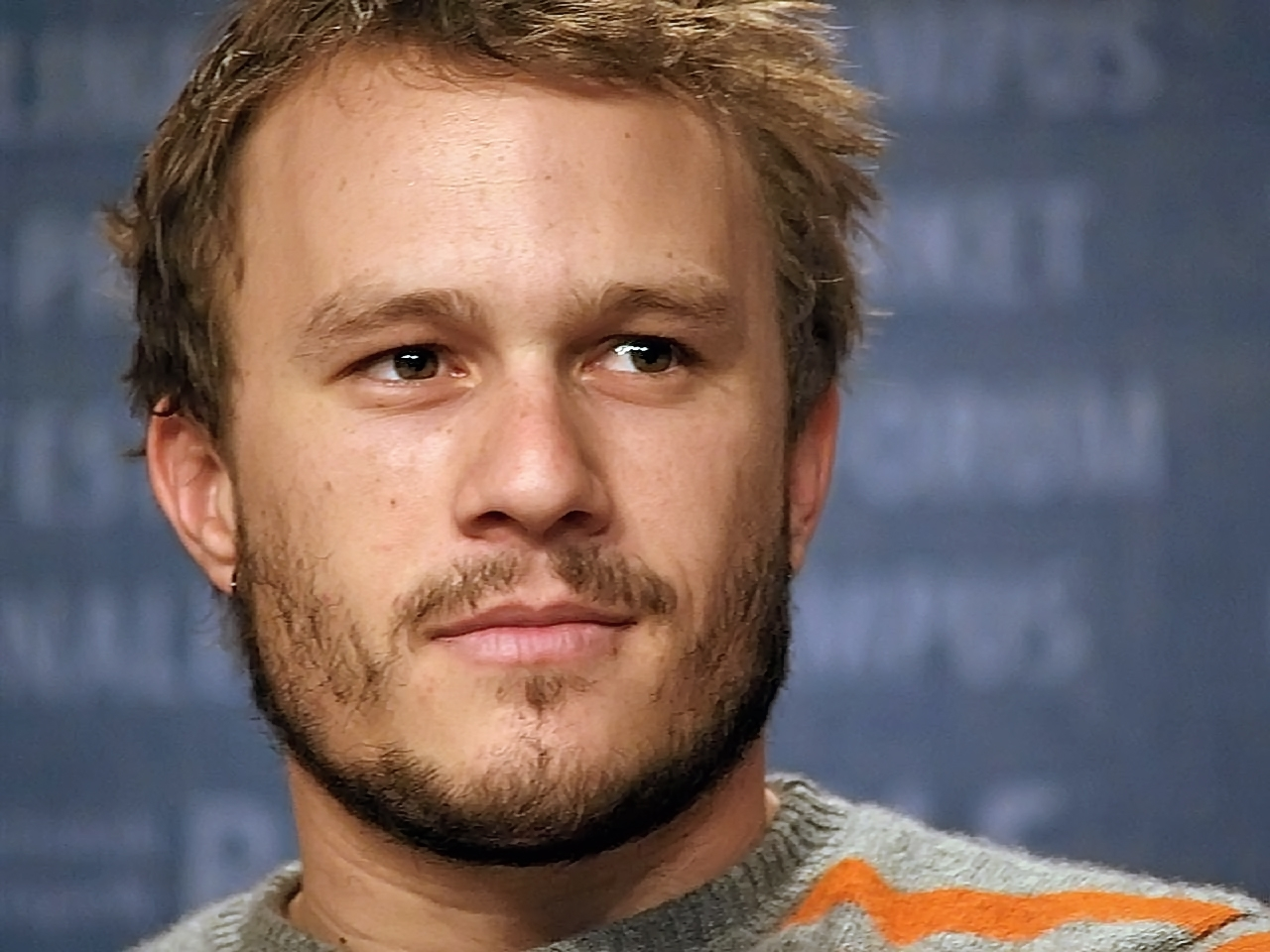
Heath Ledger.

- 1979: Heath Ledger, actor australiano (f. 2008).
- 1979: Natasha Lyonne, actriz estadounidense.
- 1979: Jessica Napier, actriz neozelandesa.
- 1980: Diego Chitzoff, futbolista argentino.
- 1980: Björn Wirdheim, piloto sueco de automovilismo.
- 1981: Tigre Uno, luchador mexicano.
- 1981: Pablo Fabregat, presentador de televisión y radio, humorista y locutor uruguayo.
- 1982: Jorge Salán, guitarrista español, de la banda Mägo de Oz.
- 1982: Jéssica Cediel, modelo y presentadora de televisión colombiana.
- 1983: Ben Gordon, baloncestista estadounidense.
- 1983: Amanda Righetti, actriz estadounidense.
- 1983: Tang Fei, escritora de ciencia ficción y fantasía, fotógrafa documental y bailarina china.
- 1983: Eric André, actor, comediante y presentador estadounidense.
- 1985: Rudy Fernández, baloncestista español.
- 1986: Eunhyuk (Lee Hyuk-jae), bailarín, actor y cantante surcoreano, de la banda Super Junior.
- 1986: Aiden McGeady, futbolista escocés.
- 1986: Alexander Tettey, futbolista noruego.
- 1987: Sarah Gadon, actriz canadiense.
- 1987: Sami Khedira, futbolista alemán.
- 1987: McDonald Mariga, futbolista keniano.
- 1987: Cameron Maybin, beisbolista estadounidense.
- 1987: David Myrestam, futbolista sueco.
- 1987: Lance Dos Ramos, actor venezolano.
- 1987: Markos Vellidis, futbolista griego.
- 1988: Michael Almeback, futbolista sueco.
- 1988: Mauro Formica, futbolista argentino.
- 1989: Vurnon Anita, futbolista neerlandés.
- 1989: Chris Herd, futbolista australiano.
- 1989: Luiz Razia, piloto brasileño de automovilismo.
- 1990: Leonel Moreira, futbolista costarricense.
- 1991: Jamie Lynn Spears, actriz y cantante estadounidense.
- 1991: Martín Pérez, beisbolista venezolano.
- 1992: Christina Metaxa, cantante chipriota.
- 1992: Alexa Nikolas, actriz estadounidense.
- 1994: Geraldine Ponce Méndez, política mexicana.
- 1996: Austin Mahone, cantante estadounidense.
- 1996: Carlos Arroyo Robles, futbolista colombiano.
- 1996: Geremy Lombardi, futbolista ítalo-dominicano.
- 1996: Mislav Vrlić, waterpolista croata.
- 1996: Yannis Mendy, baloncestista francés.
- 1996: Urho Nissilä, futbolista finlandés.
- 1996: Jannik Steimle, ciclista alemán.
- 1996: Ezequiel Denis, futbolista argentino.
- 1996: Masamichi Hayashi, futbolista japonés.
- 1996: Juan Zúñiga, futboilista chileno.
- 1996: Rod Paradot, actor francés.
- 1996: Saliou Ndiaye, judoca senegalés.
- 1996: Kenta Chiba, gimnasta artístico japonés.
- 1996: Mitch Keller, beisbolista estadounidense.
- 1996: Romain Latterrade, rugbista francés.
- 1997: Enrique Barja, futbolista español.
- 1997: Émilien Chassat, tirador francés.
- 1997: Mujammadkarim Jurramov, yudoca uzbeko.
- 1998: Bae In-hyuk, actor y modelo surcoreano.
- 1998: Pol Granch, cantante y actor hispanofrancés.
- 1998: James Hollcroft, actor mexicano (f. 2024).
- 1999: Yuya Fukuda, futbolista japonés.
- 1999: Matías Córdoba, futbolista argentino.
- 1999: Justis Huni, boxeador australiano.
- 1999: Ron-Thorben Hoffmann, futbolista alemán.
- 1999: Anna Lucz, piragüista húngara.
- 1999: Antonios Merlos, atleta griego.
- 1999: Tomás Clavijo, futbolista colombiano.
- 1999: Nigora Tursunkulova, taekwondista uzbeka.
- 1999: João Coelho, atleta portugués.
- 1999: Husniddin Aliqulov, futbolista uzbeko.
- 2000: Kevin Viveros Rodallega, futbolista colombiano.
- 2000: Manuel Roffo, futbolista argentino.
- 2000: Sandra Domene, waterpolista española.
- 2000: Joel Parra, baloncestista español.
- 2000: Tomás González, piloto de automovilismo argentino.
- 2000: Luis Gamíz, futbolista mexicano.
- 2000: Joan Moreno, piragüista español.
- 2000: Mark Jristov, yudoca búlgaro.
- 2000: Anna Linnikova, modelo rusa.
- 2000: Luciano Vicentín, voleibolista argentino.
- 2000: Jairo Daniel Martínez, futbolista salvadoreño.
- 2002: Michelle Olivares, futbolista chilena.
- 2002: Nodar Lominadze, futbolista georgiano.
- 2003: Csenge Bácskay, gimnasta artística húngara.
- 2003: Harvey Elliott, futbolista británico.
- 2003: Arnau Solà, futbolista español.
- 2003: Danil Kuraksin, futbolista estonio.
- 2005: Lil Mabu, rapero y compositor estadounidense.
- 2012: Grumpy Cat, gata estadounidense famosa en internet (f. 2019).

## Fallecimientos
- 397: San Ambrosio, obispo cristiano, padre de la Iglesia (n. c. 338).
- 636: San Isidoro de Sevilla, eclesiástico católico erudito polímata hispano de la época visigoda (n. c. 560).
- 814: Platón de Constantinopla, monje y santo bizantino (n. 735).
- 896: Formoso, papa italiano (n. 816).
- 968: Abu Firas al-Hamdani, príncipe y poeta árabe (n. 932).

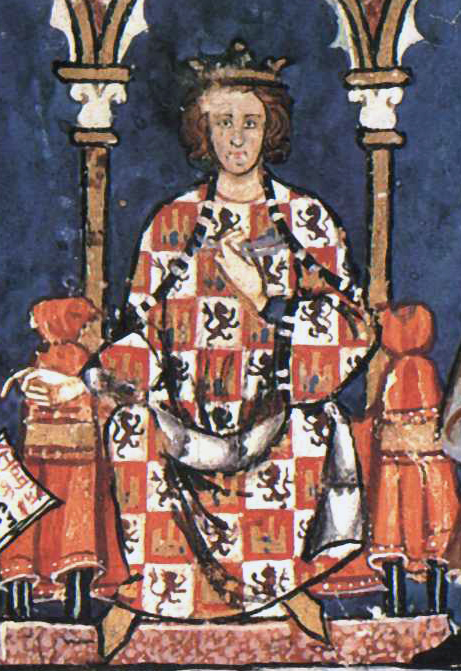
Alfonso X el Sabio.

- 1284: Alfonso X el Sabio, rey castellano (n. 1221).
- 1292: Nicolás IV, papa italiano (n. 1227).
- 1305: Juana I, reina navarra (n. 1273).
- 1588: Federico II, rey danés (n. 1534).
- 1609: Carolus Clusius, médico y botánico flamenco (n. 1526).
- 1617: John Napier, matemático británico (n. 1550).
- 1643: Simón Episcopius, teólogo neerlandés (n. 1583).
- 1743: Daniel Neal, historiador inglés (n. 1678).
- 1774: Oliver Goldsmith, escritor británico (n. 1728).
- 1806: Carlo Gozzi, escritor y dramaturgo italiano (n. 1720).
- 1807: Joseph Lalande, astrónomo francés (n. 1732).
- 1817: André Masséna, aristócrata francés (n. 1758).

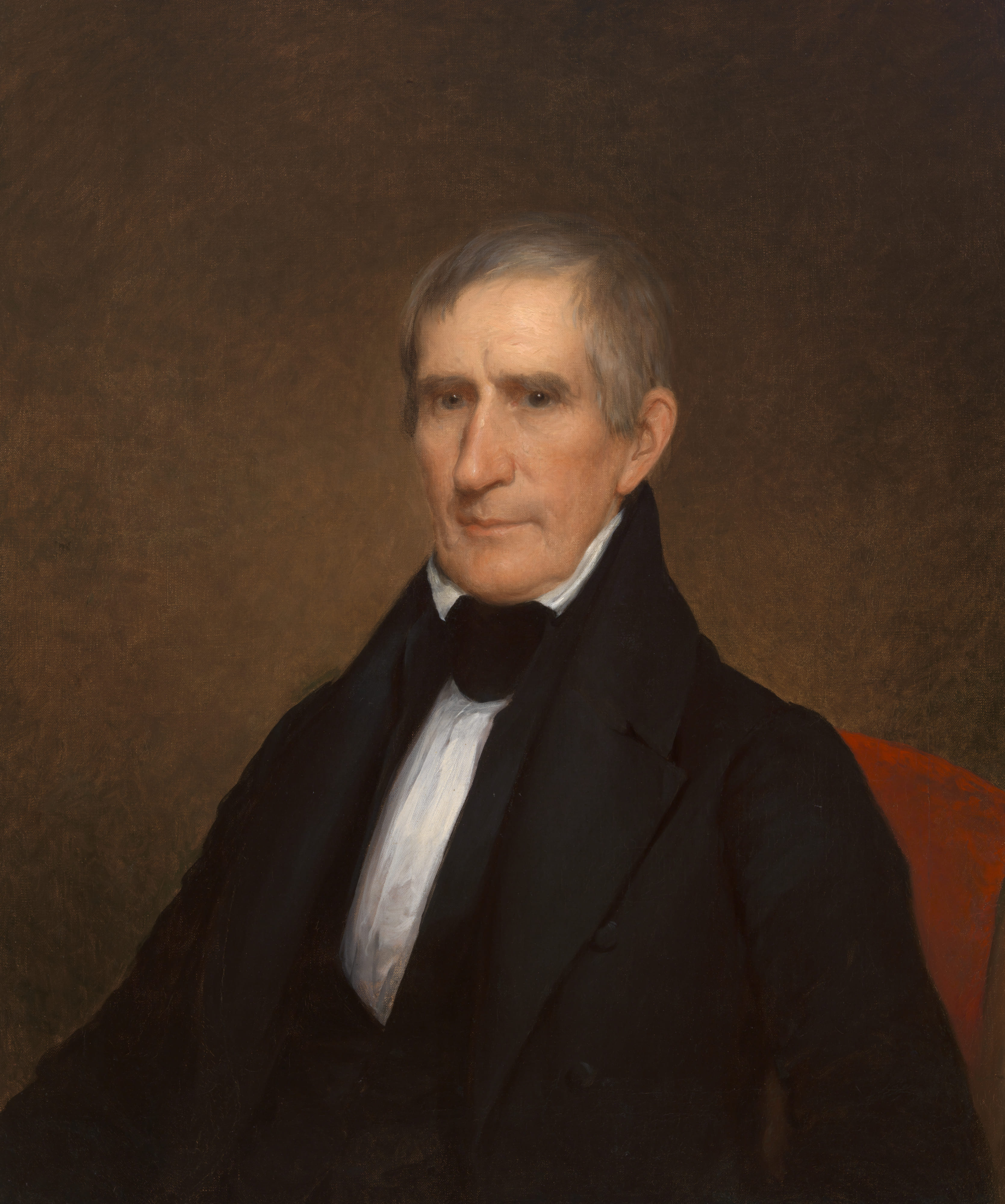
William Henry Harrison.

- 1841: William Henry Harrison, político estadounidense, 9.º presidente de los Estados Unidos (n. 1773).
- 1851: Paquiro, torero español (n. 1805).
- 1861: John McLean, juez estadounidense (n. 1785).
- 1870: Heinrich Magnus, físico y químico alemán (n. 1802).
- 1874: Charles Ernest Beulé, político y arqueólogo francés (n. 1826).
- 1874: Gottlieb August Wilhelm Herrich-Schäffer, entomólogo y médico alemán (n. 1799).
- 1875: Karl Mauch, explorador alemán (n. 1837).
- 1878: Joaquín Mosquera, fue un jurista, diplomático, empresario y político colombiano. (n. 1787).
- 1879: Heinrich Wilhelm Dove, físico alemán (n. 1803).
- 1890: Pierre-Joseph-Olivier Chauveau, político canadiense (n. 1820).
- 1890: Edmond Hébert, geólogo francés (n. 1812).
- 1903: Margaret Ann Neve, primera mujer supercentenaria verificada (n. 1792).
- 1912: Charles Brantley Aycock, abogado y político estadounidense (n. 1859).
- 1914: Friedrich Weyerhäuser, magnate estadounidense (n. 1834).
- 1919: William Crookes, químico y físico británico (n. 1832).
- 1919: Francisco Marto, pastor portugués, vidente de Fátima (n. 1908).
- 1923: John Venn, matemático británico (n. 1834).
- 1929: Karl Benz, ingeniero alemán (n. 1844).
- 1931: André Michelin, industrial francés, coinventor del neumático (n. 1853).
- 1932: Wilhelm Ostwald, químico alemán (n. 1853).
- 1934: Hansi Niese, actriz austríaca (n. 1875).
- 1951: George Albert Smith, líder religioso estadounidense (n. 1870).
- 1953: Carlos II de Rumanía (n. 1893).
- 1957: Arthur Spiethoff, economista alemán (n. 1873).
- 1958: Johnny Stompanato, gánster estadounidense (n. 1925).
- 1963: Raumsol (Carlos Bernardo González), escritor argentino (n. 1901).
- 1967: Héctor Scarone, futbolista uruguayo (n. 1898).
- 1968: Fanny Anitúa, contralto mexicana (n. 1887).

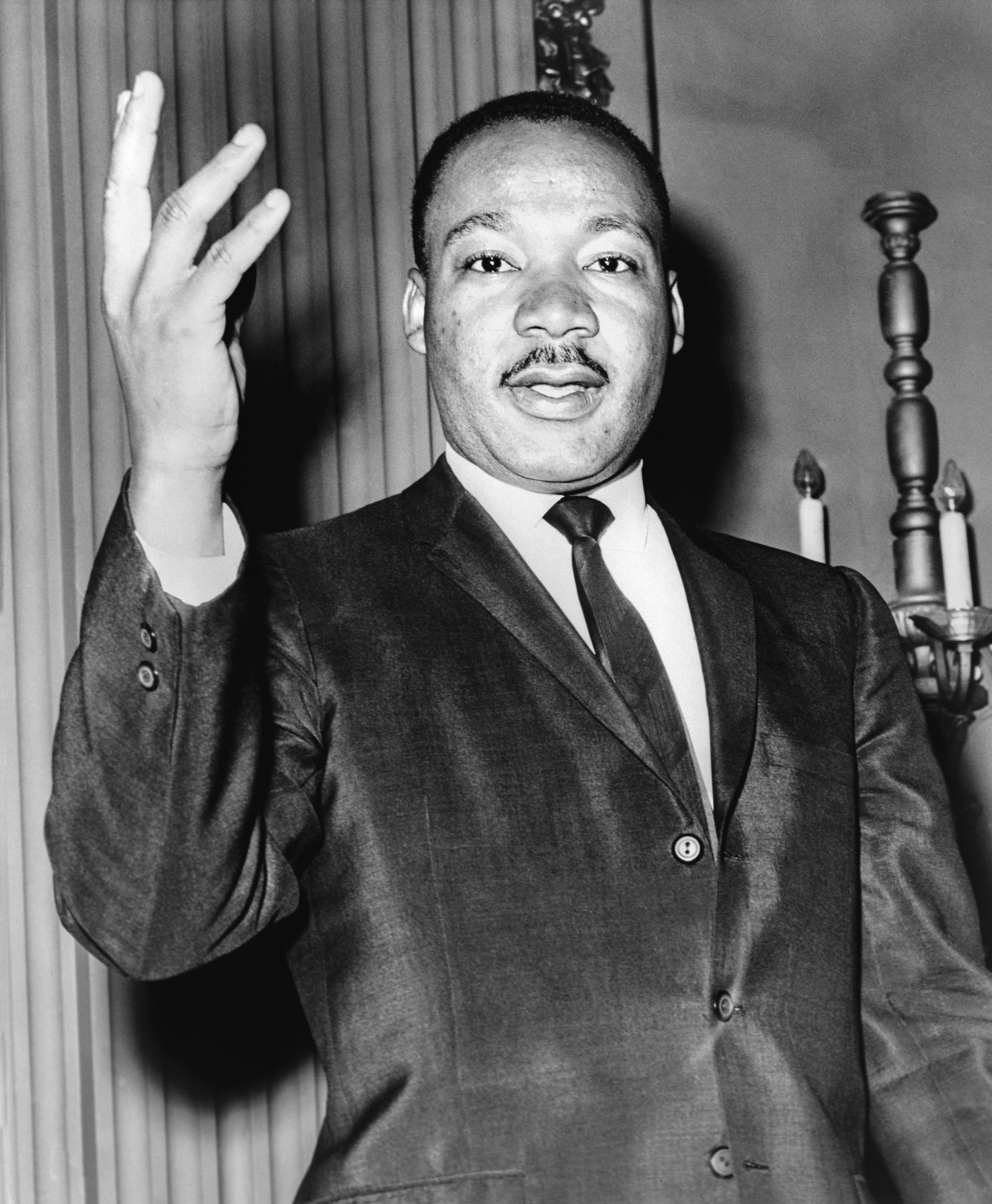
Martin Luther King.

- 1968: Martin Luther King, pastor estadounidense, premio nobel de la paz en 1964 (n. 1929).
- 1972: Stefan Wolpe, compositor estadounidense de origen alemán (n. 1902).
- 1975: Albert Rudomine, fotógrafo francés (n. 1892).
- 1976: Harry Nyquist, comunicólogo suizo (n. 1889).

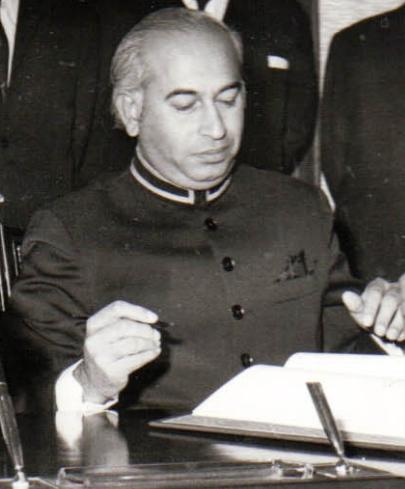
Zulfikar Ali Bhutto.

- 1979: Zulfikar Ali Bhutto, presidente pakistaní (n. 1928).
- 1979: Valentina Ramírez, «La Leona del Norotal», revolucionaria mexicana (n. 1893).
- 1980: Pedro Laza, compositor y músico colombiano (n. 1904).

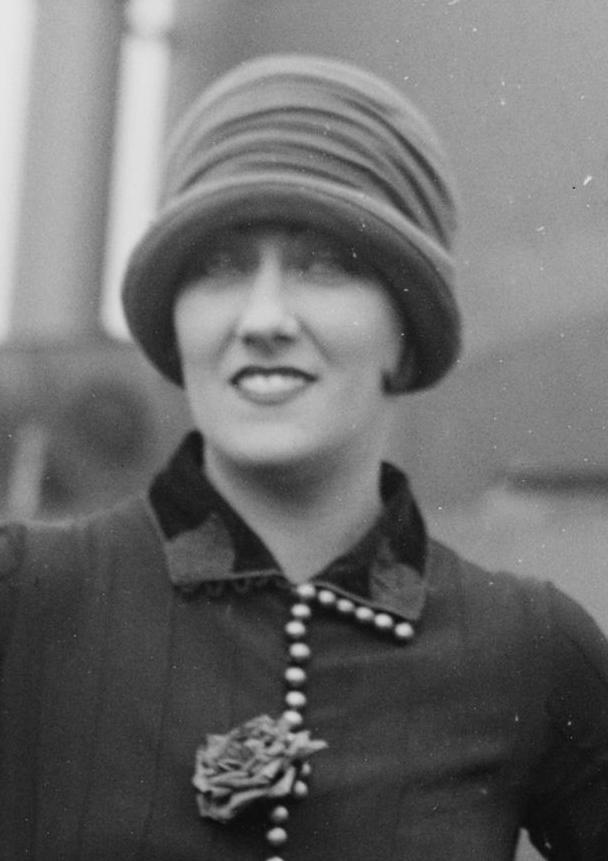
Gloria Swanson.

- 1983: Gloria Swanson, actriz estadounidense (n. 1899).
- 1984: Oleg Antonov, ingeniero aeronáutico soviético (n. 1906).
- 1984: José Borobio Ojeda, arquitecto español (n. 1907).
- 1984: Joan Ponç, pintor español (n. 1927).
- 1987: Catherine L. Moore, escritora estadounidense (n. 1911).
- 1991: Max Frisch, escritor suizo (n. 1911).
- 1992: Arthur Russell, violonchelista estadounidense (n. 1951).
- 1995: Priscilla Lane, cantante y actriz estadounidense (n. 1915).
- 1995: Teófilo Martínez, actor español de doblaje (n. 1915).
- 1999: Faith Domergue, actriz estadounidense (n. 1924).
- 1999: Early Wynn, beisbolista estadounidense (n. 1920).
- 1999: Bob Peck, actor británico (n. 1945).
- 2000: Mirko Saric, futbolista argentino (n. 1978).
- 2001: Ramón Mendoza, empresario español y presidente del Real Madrid (n. 1927).
- 2003: Anthony Caruso, actor estadounidense (n. 1916).
- 2003: Adalberto Martínez Resortes, actor mexicano (n. 1916).
- 2004: Albéric Schotte, ciclista belga (n. 1919).
- 2005: Edward Bronfman, empresario y filántropo canadiense (n. 1924).
- 2007: Bob Clark, cineasta estadounidense (n. 1941).
- 2009: Lalo Parra, folclorista chileno (n. 1918).
- 2009: Gonzalo Olave, actor chileno (n. 1983).
- 2010: Lori Martin, actriz estadounidense (n. 1947).
- 2011: Scott Columbus, baterista estadounidense, de la banda Manowar (n. 1956).[6]
- 2011: Jackson Lago, político brasileño (n. 1934).
- 2011: Juliano Mer-Khamis, cineasta y activista israelí (n. 1958).
- 2011: Nel Amaro, escritor español (n. 1946).
- 2012: Claude Miller, cineasta francés (n. 1942).
- 2012: Dubravko Pavličić, futbolista croata (n. 1967).
- 2013: Víctor Carranza, empresario esmeraldero colombiano (n. 1935).
- 2013: Roger Ebert, crítico cinematográfico estadounidense (n. 1942).
- 2013: Carmine Infantino, editor de cómics, historietista y dibujante estadounidense (Batman, Linterna Verde) (n. 1925).
- 2013: Noboru Yamaguchi, autor japonés de novelas ligeras para jóvenes y guionista de videojuegos, autor de Zero no Tsukaima (n. 1972).

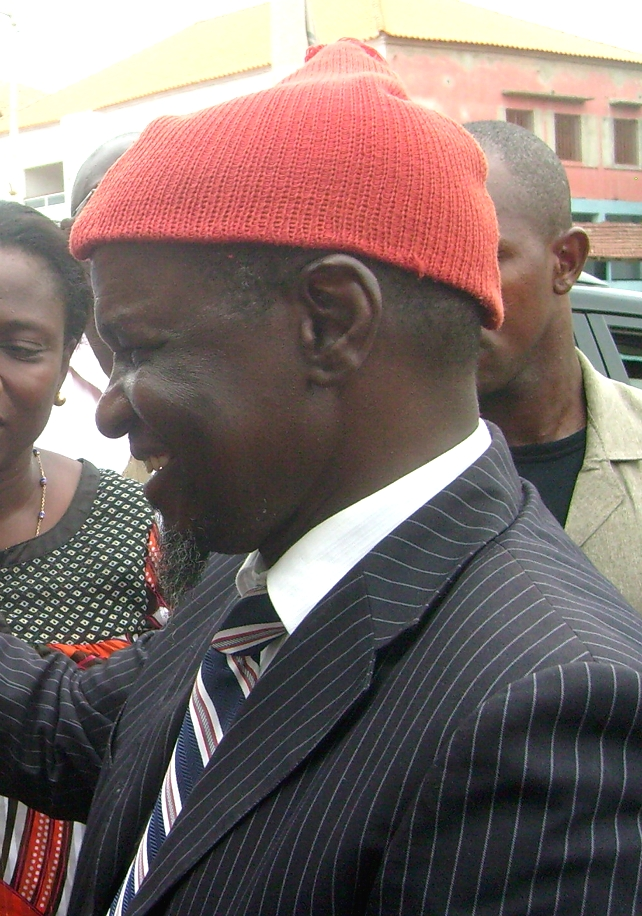
Kumba Ialá.

- 2014: Kumba Ialá, profesor de filosofía y político bisauguineano, presidente entre 2000 y 2003 (n. 1953).
- 2016: Chus Lampreave (María Jesús Lampreave Pérez, 85), actriz española (n. 1930).
- 2016: Manolo Tena, cantante español (n. 1951).
- 2017: Giovanni Sartori, politólogo e investigador italiano en el campo de la ciencia política (n. 1924).
- 2017: Elena de la Cruz, política española (n. 1972).
- 2018: Ray Wilkins, futbolista y entrenador británico (n. 1956).
- 2019: Alberto Cortez, cantautor y poeta argentino (n. 1940).
- 2020: Luis Eduardo Aute, cantautor hispano-filipino (n. 1943).
- 2020: Rafael Leonardo Callejas, economista y político hondureño, presidente de Honduras entre 1990 y 1994 (n. 1943).
- 2021: Ernesto Bertani, pintor argentino (n. 1949).
- 2021: Robert Mundell, economista canadiense (n. 1932).
- 2023: Andrés García, actor mexicano (n. 1941).

## Celebraciones
- Día Mundial del Baterista.[7]
Se celebra el 4 de abril, o 4/4, una referencia al ritmo que la mayoría de los bateristas aprenden primero porque es el más común y, a menudo, también el más simple. Celebración fundada en el 2013 por Christian Schages, un profesor de batería profesional para rendir homenaje a los bateristas de todo el mundo.
  - En Argentina: se celebra el 11 de julio el Día del Baterista Argentino en conmemoración de la muerte de Oscar Moro. Moro fue un baterista argentino que formó parte de bandas clave para el desarrollo del rock en el país.
- Día de la Página 404.
El homenaje en esta fecha se debe a la similitud del código de estado 404 con la fecha numérica: día 4 del mes 04. Conmemora el código de error «página 404 no encontrada». Es un día en que los profesionales del SEO y los desarrolladores web reconocen este error.
- Día Internacional de la Zanahoria.[8]
No confundir con el Día Mundial de la Zanahoria se celebra en otro grupo de países el 3 de febrero.
(en inglés: International Carrot Day).
- Día Mundial de la Rata.[9]
Celebración dedicada a las ratas, pequeños roedores del género Rattus, que a pesar de su mala reputación, son mascotas inteligentes y cariñosas.[10]
(en inglés: World Rat Day).

Compartidas
- Naciones Unidas:
  - Día Internacional de información sobre el peligro de las minas y de asistencia para las actividades relativas a las minas.
- Organización del Tratado del Atlántico Norte: 
  - Aniversario de la OTAN.
 Estados Unidos, Bélgica, Canadá, Dinamarca, Francia, Islandia, Italia, Luxemburgo, Noruega, Países Bajos, Portugal y Reino Unido firman el Tratado de Washington, el origen de la Organización del Tratado del Atlántico Norte, la alianza militar de defensa ante la Unión de Repúblicas Socialistas Soviéticas.
Fundación: 4 de abril de 1949 (76 años).

 Por países
(Por orden alfabético)
- Angola:
  - Día de la Paz.[11]
- Corea del Norte:
  - Día de Chungmyung.[12]
Se trata de un festival folclórico tradicional que conmemora el Hansik, el día 105 después del solsticio de invierno (Dongzi), que suele celebrarse el 21 de diciembre.
(feriado nacional no laborable).
- Estados Unidos:
  -  Tennessee:
    -  Memphis: Actos recordatorios en conmemoración de la muerte del pastor estadounidense Martin Luther King, ganador del Premio Nobel de la Paz por su lucha en defensa de los derechos de los afroamericanos, asesinado de un balazo, a la edad de 39 años. Sucedió mientras pronunciaba un discurso en el Motel Lorraine, hoy convertido en el Museo Nacional de Derechos Civiles, un hotel local. El crimen desató una ola de protestas y disturbios en 60 ciudades estadounidenses. El asesino fue condenado a 99 años de prisión.

  - Día del Bibliotecario Escolar.[13]
(en inglés: School Librarian Day).
  - Día del Jeep 4×4.[14]
(en inglés: Jeep 4×4 Day).
  - Día de la Vitamina C.
Este día se estableció para crear conciencia sobre la importancia de la Vitamina C en la salud humana y su papel en el mantenimiento del sistema inmunológico, la prevención de diversas enfermedades y el bienestar general.[15]
(en inglés: Vitamin C Day).
- Pakistán: 
  - Día feriado en Sindh.[16]
El gobierno de Sindh conmemora el aniversario de la muerte del fundador del Partido Popular de Pakistán (PPP) y ex primer ministro, Zulfikar Ali Bhutto.
- República de China: 
  - Hong Kong: Día del Niño.
- Senegal: 
  - Día de la Independencia.[17]
Celebra la independencia de Senegal de Francia (1960).

### Santoral católico

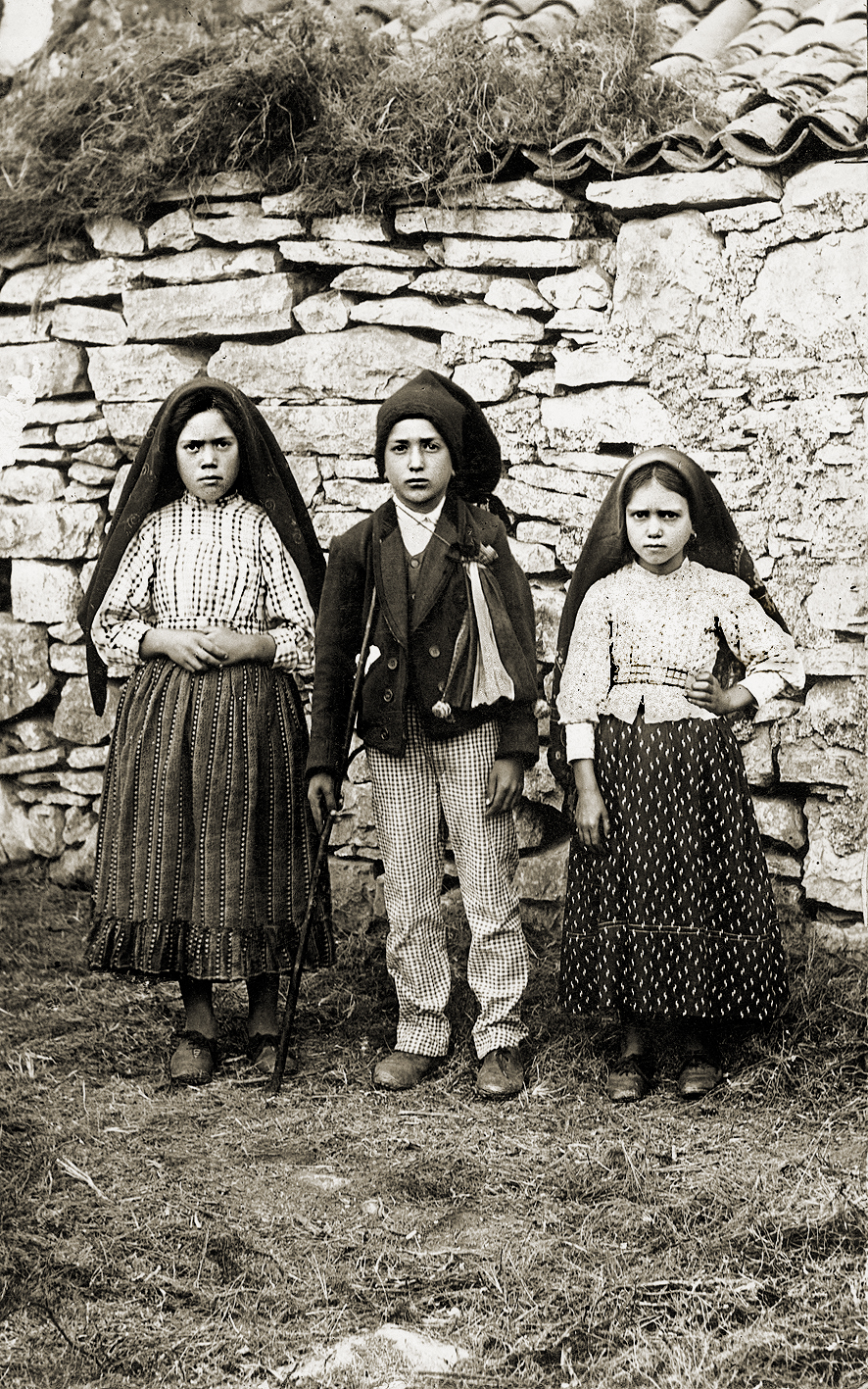
Los tres pastorcitos de Fátima: Lucía dos Santos, Francisco Marto y Jacinta Marto.

- San Isidoro de Sevilla, obispo y doctor de la Iglesia (636).[18]
- Santos Agatópodo y Teodulo de Tesalónica, mártires (siglo IV).[19]
- San Platón de Constantinopla, hegúmeno (814).
- San Pedro de Poitiers, obispo (1115).[19]
- Beato Guillermo Cuffitelli, eremita (1411).[19]
- San Benito Massarari "el negro”, eremita (1589).[19]
- Beato José Benito Dusmet, obispo (1894).[19]
- Beato Francisco Marto (1919).[19] (imagen ilustrativa).
- Beato Cayetano Catanoso, presbítero (1953).[19]